# Konstantín Stanislavski
Konstantín Stanislavski (en ruso: Константин Станиславский; Moscú, 17 de enero de 1863-Moscú, 7 de agosto de 1938) fue un actor, director escénico y pedagogo teatral ruso, creador del método interpretativo Stanislavski y cofundador del Teatro de Arte de Moscú. Su nombre de nacimiento completo era Konstantín Serguéievich Alekséiev.

## Trayectoria teatral

### Primeros pasos
Nació en una familia que formaba parte del iluminado círculo de industriales protectores de artes. Segundo hijo de un magnate del ramo textil y nieto de la actriz francesa Marie Varlet, empieza a temprana edad su educación teatral y musical. Stanislavski nace cuando se está produciendo una explosión de la actividad artística. En el hogar Alekséiev, circulaban representantes de la cultura rusa: Pável Tretiakov, fundador de la galería nacional de arte; Savva Mámontov, célebre mecenas, fundador de un teatro lírico privado; el gran industrial Savva Morózov, «amateur» que prestó una enorme ayuda material en el momento de construirse el teatro de Moscú. La verdadera pasión de la familia era el teatro; desde el circo al Teatro Bolshói.
A los siete años, hace su primera escenificación en una serie de tableaux vivants, organizado por su gobernanta en conmemoración del cumpleaños de su madre.
En 1877, a los catorce años, el padre de Stanislavski, en respuesta al gusto de sus hijos por el teatro, transforma un granero de su casa de campo en Liubímovka en las afueras de Moscú, en una pequeña sala de teatro.
En septiembre del mismo año, la familia forma la compañía de teatro amateur, el llamado Círculo de Alekséiev, formado por hermanos, primos y algunos amigos, donde Stanislavski hace su debut como actor. Allí interpretan operetas rusas y vodevils, que eran puestos en escenas cómicas, dirigidas por tutores. La primera presentación es dirigida por el matemático y actor aficionado, Lvov, el cual inculcó en su pupilo la pasión por el teatro.
Stanislavski participa en producciones semiprofesionales con miembros del Teatro Maly, aprendiendo sobre actuación con ellos. El Teatro Maly, a lo cual llamaba de su ‘universidad’, abrazaba las ideas de veracidad y de la actuación  muy natural, articuladas por el actor Mijaíl Schepkin. Este teatro ejerce una influencia en el desarrollo del sistema de Stanislavski.
Entre 1877 y 1906, inicia su búsqueda sobre la actividad del actor y sobre el personaje. Con apenas catorce años empieza a registrar en un cuaderno, sus impresiones, analizando sus dificultades y esbozando soluciones. Continua esta práctica durante toda su vida, por lo que esos cuadernos abarcan sesenta y un años de su actividad.
Más tarde, una de las habitaciones más grandes de la casa de Moscú de los Alekséiev es convertida en teatro. En ella, Stanislavski, sus hermanos y hermanas ponen en escena, entre otras cosas, el estreno ruso de Gilbert y Sullivan, El Mikado. Las producciones generalmente recibían crítica favorable en la prensa.
En 1881, empieza a trabajar en los negocios de su padre, pero no deja de perseguir sus intereses. Moscú, en aquel entonces, era un grande centro musical, con artistas del porte de Chaikovski. Stanislavsky decide ser un cantante de ópera tomando clases de Fiódor Komissarzhevski, cantante del Teatro Bolshói. Pronto abandona los estudios de canto por un problema en la voz, pero mantiene su pasión por la música durante su carrera, posteriormente dirigiendo ópera y enseñando su sistema a los cantantes de ópera.
En 1885, buscando ser un actor profesional, va a la Escuela de Teatro de Moscú, pero la deja después de tres semanas, decepcionado con el nivel de formación que ofrecía la institución. Para él todo lo que enseñaban se reducía a imitar los viejos trucos de actuación.
Para él, nadie parecía capaz de definir la naturaleza del proceso de actuación. En abril de 1885, escribe en su diario una "gramática" de la actuación.
En 1888, visita el Conservatorio de París para ver como la actuación era enseñada allá. En este viaje conoce a un actor polaco a punto de retirarse llamado Stanislavski, cuyo nombre adoptó para trabajar bajo este seudónimo, y poder realizar sus experimentos teatrales con mayor libertad.

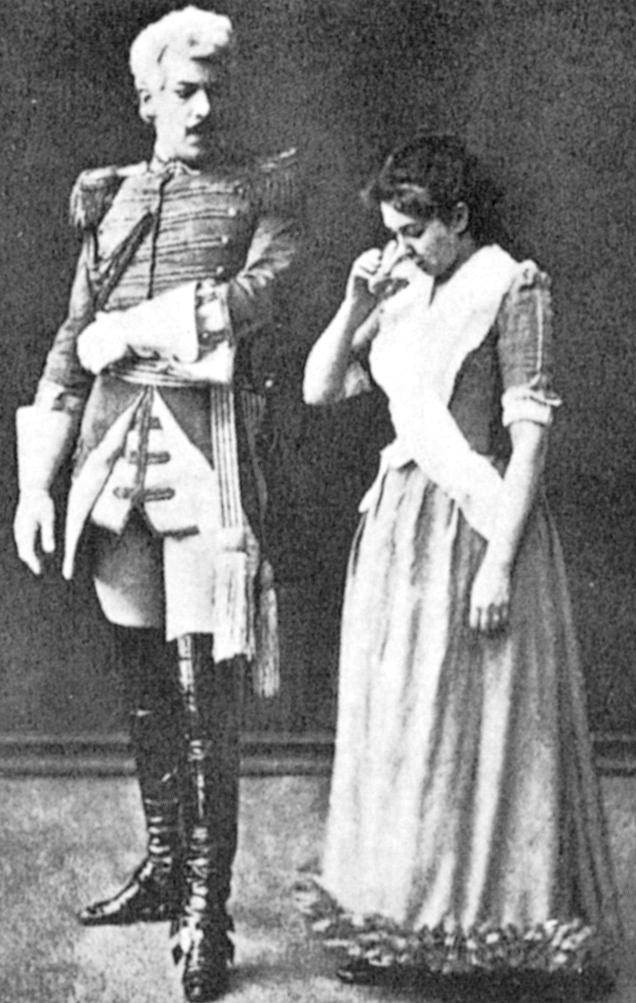
Stanislavski con su futura esposa María Lílina, actuando como Ferdinand y Louise en Sociedad de Artes y Letras y de la producción de literatura de Intriga y Amor de Schiller en 1889.

En el mismo año, conoce a María Petrovna Perevóschikova (que actuaba bajo el seudónimo de María Lílina, ru:Мария Лилина), en la escenificación de una comedia para recaudar fondos para caridad. Un año después se casan. Ella fue su esposa por toda la vida, dándole soporte en el desarrollo de su trabajo.

### Sociedad de Artes y Letras
De vuelta en Moscú, cofunda la Sociedad de Artes y Letras y es nombrado su director. Se trataba de una agrupación profesional sin teatro propio, cuyo objetivo era reunir a profesionales de los distintos campos del arte y presentar regularmente espectáculos para los socios, ofreciéndoles un repertorio de una calidad superior a lo que era habitual en el teatro ruso de finales del siglo XIX. La Sociedad le da la oportunidad de trabajar con directores y actores que habían sido entrenados en la escuela realista del Teatro Maly, especialmente Glikeria Fedótova que había sido pupila de Mijaíl Schepkin, y de su marido Aleksandr Fedótov. Stanislavski se despoja de todos los clichés, los trucos teatrales falsos, basando su actuación en la observación de la vida real, en el comportamiento real, no teatral. Es a partir de Fedótov, también, que Stanislavski aprende el concepto del teatro popular, aquel que trae lo mejor del repertorio de las masas a precios asequibles. Esto se convirtió en uno de los objetivos fundamentales del futuro Teatro de Arte.

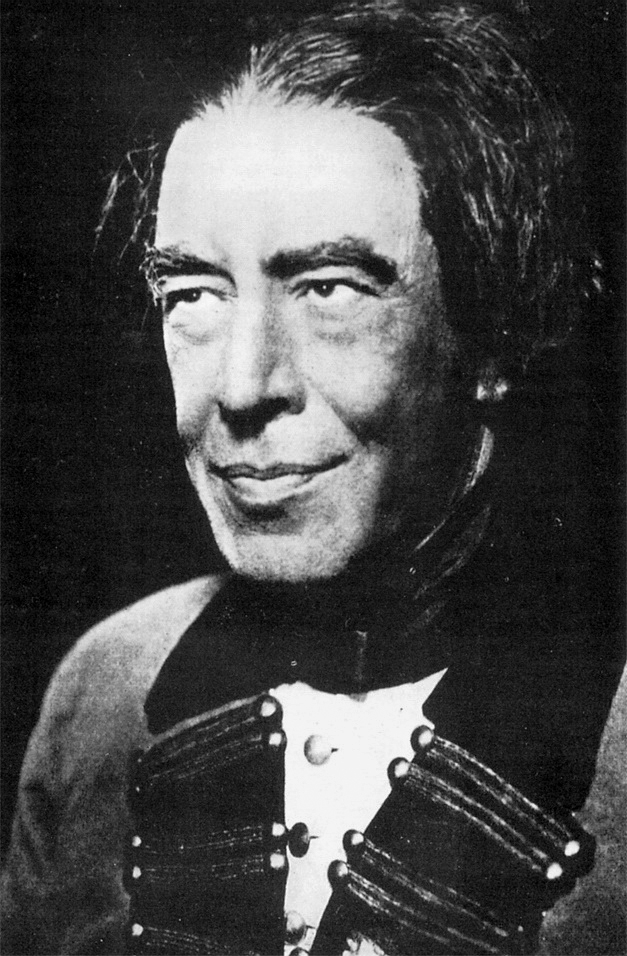
Stanislavski en La locandiera de Goldoni.

Stanislavski subsidia la Sociedad con su propia fortuna personal. Actúa en clásicos como el del dramaturgo francés Molière, Georges Dandin, y del escritor romántico ruso Aleksandr Pushkin, El avaro caballero, ganando una valiosa experiencia en la actuación y en la dirección de profesionales experimentados que estuvieron involucrados con la Sociedad.
Una influencia significativa en la manera como Stanislavski pensaba sobre el teatro es la famosa compañía de actuación ‘’Duque de Saxe-Meiningen’’, que en una gira en 1885 se presenta en Moscú trayendo un nuevo tipo de teatro. En la segunda gira, en 1889, Stanislavski no pierde un solo espectáculo. La compañía representa clásicos, como Shakespeare y Schiller, con rigor histórico meticuloso en lo que dice respeto al escenario, indumentaria, diferente de lo que ofrecía la mayoría de las salas de teatro. Los métodos del director de la compañía, Ludwig Chronegk inspiran Stanislavski, y en 1892 lleva a cabo su primera gran producción en la Sociedad de Artes y Letras —una nueva obra de León Tolstói, Los frutos de la ilustración—. Además de dirigir, actúa un número de papeles importantes en los años siguientes, incluyendo los papeles principales en Otelo de Shakespeare y en Uriel Acosta, obra de Karl Gutskov acerca de la comunidad judía del siglo XVII. Stanislavski ya era uno de los principales actores y directores de su generación.
En 1897, la Sociedad de Artes y Letras goza de gran reputación por la creatividad en el enfoque y por el realismo de sus producciones. Era constantemente comparada al Teatro Maly. Stanislavski decide que había llegado el tiempo para crear una compañía profesional.

### Teatro de Arte de Moscú
Mientras hacía planes para su nueva compañía, en la primavera de 1897 es invitado a una reunión por Vladímir Nemiróvich-Dánchenko, un respetado dramaturgo y director escénico que estaba al frente de la escuela teatral en la Sociedad Filarmónica de Moscú, agrupación de características similares a la que dirigía Stanislavski. Del encuentro, en Moscú con Nemiróvich-Dánchenko salen a la luz las bases de la reforma teatral rusa del 1900 que durará hasta la muerte de Stanislavski en el 1938.
La reunión tuvo lugar en el restaurante moscovita Bazar Eslavo y duró catorce horas, dando como resultado la unión de las dos agrupaciones en una sola, codirigida por ambos directores y que ostentaría el nombre de "Teatro de Arte de Moscú Asequible para Todos" nombre inicial. Junto a Nemiróvich-Dánchenko funda en el 1898 el Teatro de Arte de Moscú y durante los años de su carrera interviene activamente en debates sobre el teatro y escribió numerosos comentarios a los trabajos y obras que se metían en escena.
Nemiróvich-Dánchenko comparte la insatisfacción de Stanislavski con el estado del teatro ruso. Ambos rechazaban el teatro de la época y querían crear un nuevo tipo de teatro, con un nivel alto de actuación y producción. Querían que fuera un teatro popular, con los precios de billetes asequibles. El objetivo era de que el teatro fuera también una herramienta de educación. Los dos hombres llegan a conclusiones idénticas sobre las reformas que eran necesarias para fundar un teatro de alta categoría: es primordial la importancia de la elección del reparto de actores que, además de sensibilidad, demuestren una norma de vida y una seriedad de propósitos nobles y dignos; el teatro debe ofrecer condiciones y comodidad para mayor bienestar de los actores, pues pensaban que aquel que se dedica al teatro debe ser un ejemplo de higiene mental y física.
Años después, Stanislavski definió los presupuestos teóricos de la nueva compañía de la siguiente manera: «Nuestro programa era revolucionario; nos rebelamos contra el antiguo estilo interpretativo, la afectación y el falso patetismo, contra la declamación y la exageración bohemia, contra el erróneo convencionalismo en la puesta en escena y en los decorados, contra el star-system, que arruina el conjunto, y la mediocridad del repertorio».
Stanislavski pretendía elevar el nivel del en su mayoría superficial y chabacano teatro ruso, y eliminar malos hábitos fuertemente arraigados en los actores y elevar su dignidad profesional. Para ello decidió aumentar el número de ensayos y reducir el de estrenos, que en algunas compañías llegaban a treinta y cinco en una sola temporada.

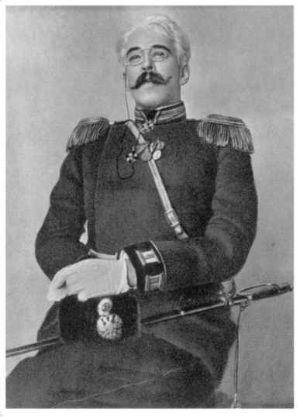
Stanislavski en Tres hermanas de Antón Chéjov, en el rol de Vershinin.

Entre octubre de 1898 y diciembre de 1899, el Teatro de Arte estrena dieciocho montajes. Si el primer espectáculo (El zar Fiódor Ioánnovich, sobre Teodoro I de Rusia, de Alekséi Konstantínovich Tolstói) le asegura a la compañía un público incondicional, el octavo (La gaviota de Antón Chéjov), estrenado el 17 de diciembre de 1898, le permite adquirir el sentido de su identidad y un estilo de conjunto.
El espectáculo es ensayado durante ochenta horas y tuvo tres ensayos generales: un tiempo sin precedentes para una obra con tan pocos personajes. La puesta en escena de La gaviota tiene un gran éxito durante el estreno y ante la crítica teatral pero resultó ser un fracaso en términos económicos. En la temporada 1898/1899, el espectáculo se representó diecinueve veces; en las siguientes tres temporadas, trece veces. Fue repuesto en 1905, con once funciones, y desapareció de la cartelera del Teatro de Arte hasta un nuevo montaje (1960). Sin embargo, el trabajo en la puesta en escena de La gaviota lo condujo a Stanislavski al descubrimiento del concepto de subtexto.
A partir de la primera temporada,  salvo raras ocasiones, el favor del público y de la crítica acompañaron a las producciones de Stanislavski y Nemiróvich-Dánchenko, que pusieron en escena, entre otras, obras de Shakespeare, Ibsen, Gorki, Chéjov, Turguénev, Tolstói, Moliére, Goldoni, Hauptmann, Gógol, Maeterlinck. Además de dirigir Stanislavski interpretó entre otros personajes a Vershinin (Tres hermanas), Ástrov (Tío Vania), doctor Stockmann (Un enemigo del pueblo), Argan (El enfermo imaginario), Rakitin (Un mes en el campo), Julio César y Otelo.
Stanislavski ahora había alcanzado un dominio técnico que le permitió jugar una amplia gama de funciones. Su habilidad como director y su habilidad para encontrar soluciones imaginativas a los problemas de la puesta en escena era inigualable.
María Lílina, la mujer de Stanislavski, realizó muchas actuaciones en el Teatro de Arte de Moscú y era también una actriz muy aclamada, además de participar en las investigaciones de actuación de Stanislavski. Otras figuras importantes del Teatro de Arte de Moscú son Olga Knipper, que se casó con Anton Chéjov en 1901, y Vsévolod Meyerhold, el único discípulo reconocido por Stanislavski, (lo cual declara como su sucesor en todo), que se convierte en el director líder de la avant-garde del periodo de revolución en Rusia.

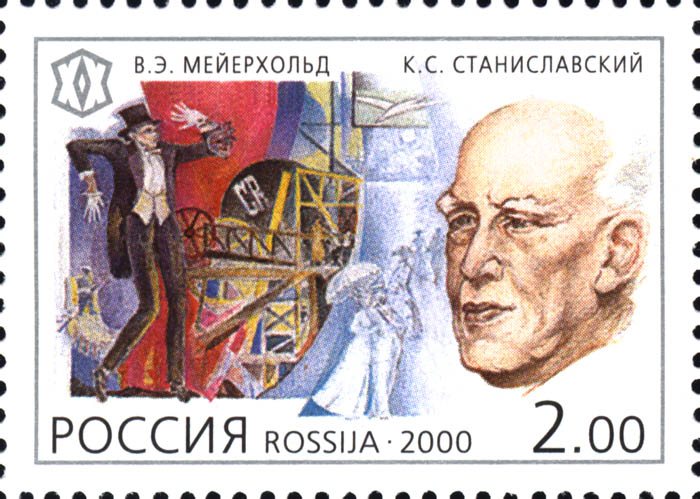
Estampilla rusa conmemorativa dedicada a Stanislavski y Vsévolod Meyerhold

### Después de la creación del sistema Stanislavski
Paralelamente a su trabajo como director y actor, Stanislavski llevó a cabo una importantísima labor como pedagogo, creando el llamado "método de las acciones físicas", conocido también como "sistema Stanislavski". La semilla del sistema de Stanislavski surge de una crisis personal del director y autor. En 1906, después de ocho años de esfuerzo creativo sin tregua, la muerte de Chéjov y el suicidio de su amigo cercano, Savva Morózov, patrono del Teatro de Arte de Moscú, después del fracaso de la revolución de 1905, Stanislavski deja de sentirse creativo como actor. Sentía que se había convertido en mecánico, una cáscara vacía, basándose en la técnica externa, pero sin sentimiento interno real y, sin sentimiento, el actor no tiene nada esencial para comunicar al espectador.
En el verano de 1906, se va de vacaciones a Finlandia  y lleva todos sus cuadernos con apuntes y los utiliza para escribir un proyecto de manual de actuación. El “manual” que vendría a ser el "sistema" era un análisis de la práctica, por lo que Stanislavski había observado en los grandes actores y también en sus propias actuaciones, principalmente en sus fracasos. El Sistema Stanislavski consiste básicamente en hacer que el actor experimente durante la ejecución del papel emociones semejantes, parecidas a las que experimenta el personaje interpretado; para ello se recurre a ejercicios que estimulan la imaginación, la capacidad de improvisación, la relajación muscular, la respuesta inmediata a una situación imprevista, la reproducción de emociones experimentadas en el pasado, la claridad en la emisión verbal, etc. Su método para la formación del actor se basaba sobre el profondimiento psicológico del personaje y sobre la búsqueda de afinidades entre el mundo interior del personaje y aquel del actor. Los resultados de sus estudios fueron compilados en varios volúmenes.
Sus nuevas ideas y métodos no son aceptados de inmediato en el Teatro de Arte o en la profesión de actor, en general. A pesar de haber demostrado la eficacia del "sistema" en dos grandes producciones, Un mes en el campo (1909) y Hamlet (1911), se mantuvo en gran medida como una figura aislada.
Sin embargo, en 1911, el "sistema" es declarado como el método de trabajo oficial del Teatro de Arte de Moscú, pero esto no era más una concesión para prevenir que Stanislavski abandonara el teatro. Nemiróvich-Dánchenko era, de hecho, hostil a las nuevas ideas de Stanislavski así como los actores que se consideraban profesionales establecidos y que no necesitaban más formación.
Como resultado, entre 1912 y 1924, Stanislavski crea una serie de estudios en los que podía enseñar sus métodos a una generación más joven y más receptiva. El "sistema" es enseñado por primera vez en el First Studio, básicamente en la forma en que lo conocemos hoy.
Alumnos de Stanislavski, como Yevgueni Vajtángov, Mijaíl Chéjov y Richard Boleslawski, ejercerían una influencia considerable en el teatro fuera de Rusia, en particular en los Estados Unidos, durante cuarenta años subsecuentes.
Después de la Revolución Rusa, el Teatro de Arte de Moscú es atacado por la extrema izquierda como una institución de la época pasada. De 1922 a 1924, el teatro va en gira a París y Estados Unidos, donde las producciones de Stanislavski tienen un importante impacto. Es en esta época que Richard Boleslawski da, con el permiso de Stanislavski, una serie de conferencias sobre el "sistema". A partir de entonces, Boleslawski pasa a representar el “sistema” en Estados Unidos y entre sus alumnos está Lee Strasberg.
A su regreso, Stanislavski se encuentra como el único responsable por el Teatro de Arte de Moscú, porque Nemiróvich-Dánchenko estaba en una gira que duró dos años. Del 1925 al 1927, bajo su dirección, Stanislavski relanza el Teatro de Arte de Moscú bajo los moldes soviéticos. Con producciones que van desde Las bodas de Fígaro de Beaumarchais hasta El tren blindado 14-69 de Vsévolod Ivánov, así como algo más controvertido como Los días de los Turbín adaptado de la novela La Guardia Blanca de Mijaíl Bulgákov. El "sistema" a esta altura se había convertido en el método de trabajo del Teatro de Arte y Stanislavski enseñaba a una nueva generación de actores y directores.
En la celebración del 30.º aniversario del Teatro de Arte de Moscú, en 1928, Stanislavski sufre un ataque cardíaco en el escenario, lo que efectivamente puso fin a su carrera como actor. Pasa dos años convaleciente en Alemania y Francia, cuando empieza a redactar El trabajo del actor sobre sí mismo.
Desde el verano de 1906 se había hecho varios proyectos de posibles libros, probando varios formatos, incluyendo la novela, y los había abandonado todos. A pesar de haber dado una serie de charlas sobre el "sistema" para los cantantes en el Estudio de Opera del Teatro entre 1919 y 1922, estaba convencido de que la exposición directa de la teoría no era la mejor forma de atraer a los actores. Finalmente se decide por un formato que parecía más entretenido: como un diario escrito por un estudiante en formación, el relato de las experiencias de su día a día.
En este tiempo que pasa en el extranjero, se reúne con Elizabeth Hapgood, que le había servido de intérprete en Washington durante la gira americana. Ella y su marido son los responsables de la traducción y publicación en los EE. UU. de sus libros.
De vuelta a Rusia, en 1933, con el libro aún incompleto, Stanislavski trabaja casi exclusivamente en casa, ensayando con actores para nuevas producciones, redactando sus libros y, a partir de 1935, trabaja con jóvenes actores y directores en el Estudio de Ópera del Teatro Bolshói, donde enseña sus ideas más recientes.
Muere en agosto de 1938 después de haber enseñado sólo tres años de los cuatro años de curso que había planeado. El trabajo es finalizado por ayudantes que siguen las directrices que habían sido previstas.
Fue nombrado miembro de la Academia de Ciencias de San Petersburgo en 1917 y "Artista del Pueblo" en 1936.

## Legado literario de Stanislavski
Además de dejar numerosas notas y apuntes, que han sido publicados tras su muerte, escribió dos libros: Mi vida en el arte y El trabajo del actor sobre sí mismo El trabajo del actor sobre sí mismo, cuya primera parte concluyó en 1937.
Mi vida en el arte (publicado por primera vez en Estados Unidos, 1924) el autor traza en modo inigualable el cuadro de la vida teatral moscovita de casi medio siglo. No es una biografía tal como conocemos. Es el resultado del sistema a partir de un análisis de la propia carrera de Stanislavski. Se utiliza de elementos biográficos para demostrar el origen y evolución de sus ideas.
El trabajo del actor sobre sí mismo, en general, se trata de una suma del trabajo de Stanislavski entre 1906 y 1914, cuando hizo hincapié en el proceso interno, en la psico-técnica.
En 1957 se publica póstumo su libro El trabajo del actor sobre el personaje, que aborda la caracterización física de los actores, el vestuario, la expresión corporal, la plasticidad del movimiento, la contención y el control, la dicción y el canto, la acentuación y la expresividad, el ritmo en el movimiento y el lenguaje, la ética teatral, etc. da fe de la riqueza de experiencias, el talento didáctico y el sentido dramático del gran actor y director de escena.

## Obras publicadas
- Stanislavski, Konstantin. 1936. An Actor Prepares. London: Methuen, 1988. ISBN 0-413-46190-4.
- Stanislavski, Konstantin. 1938. An Actor's Work: A Student's Diary. Trans. and ed. Jean Benedetti. London and New York: Routledge, 2008. ISBN 0-415-42223-X.
- Stanislavski, Konstantin. 1950. Stanislavsky on the Art of the Stage. Trans. David Magarshack. London: Faber, 2002. ISBN 0-571-08172-X.
- Stanislavski, Konstantin. 1957. An Actor's Work on a Role. Trans. and ed. Jean Benedetti. London and New York: Routledge, 2010. ISBN 0-415-46129-4.
- Stanislavski, Konstantin. 1961. Creating a Role. Trans. Elizabeth Reynolds Hapgood. London: Mentor, 1968. ISBN 0-450-00166-0.
- Stanislavski, Konstantin. 1963. An Actor's Handbook: An Alphabetical Arrangement of Concise Statements on Aspects of Acting. Ed. and trans. Elizabeth Reynolds Hapgood. London: Methuen, 1990. ISBN 0-413-63080-3.
- Stanislavski, Konstantin. 1968. Stanislavski's Legacy: A Collection of Comments on a Variety of Aspects of an Actor's Art and Life. Ed. and trans. Elizabeth Reynolds Hapgood. Revised and expanded edition. London: Methuen, 1981. ISBN 0-413-47770-3.
- Stanislavski, Constantin, and Pavel Rumyantsev. 1975. Stanislavski on Opera. Trans. Elizabeth Reynolds Hapgood. London: Routledge, 1998. ISBN 0-87830-552-1.

### Traducciones al español de los libros de Stanislavski
- La Construcción del Personaje.
- Manual del Actor.
- El trabajo del actor sobre sí mismo en el proceso creador de la encarnación.
- El trabajo del actor sobre sí mismo en el proceso creador de la vivencia.
- El arte escénico.
- La preparación del actor.
- El arte escénico: con un ensayo de David Magarshack.
- Un Actor se Prepara.
- Mi vida en el Arte.